# Pataya
Pataya, /u hualapai jeziku ="stari ljudi"/ je prastari indijanski narod i kultura u dolini rijeke Colorado na američkom Jugozapadu, u Kaliforniji i Arizoni. Arheološki nalazi datiraju negdje od 600 godine pa naovamo, a njihovi potomci današnja su plemena Yuma, Mohave, Yavapai, Hualapai i Havasupai. 
Patayanske grupe nastanjivale su donji Colorado a među njima razlikovale su se 3 grupe: Laquish ili riječna skupina s agrikulturnom ekonomijom; Cerbat, koji su živjeli kao sakupljači hrane i lovci; i Cohonina s Platoa Colorada, koji su imali neke kulturne sličnosti s Anasazima. 
Pataye su najmanje poznati pred-povijesni narod američkog Jugozapada čemu su i doprinijele i godišnje poplave koje su uništvale i uništavaju nalazišta.
Svoje mrtve su kremirali.

## Vanjske poveznice
- Patayan Culture